# Chivalry of a Failed Knight
Chivalry of a Failed Knight (яп. 落第騎士の英雄譚 Ракудай киси но кябарурии) — ранобэ Рику Мисоры и иллюстратора под псевдонимом Won, выходящее с 13 июля 2013 года под издательством SB Creative. Аниме адаптация транслировалась с октября по декабрь 2015 года.

## Сюжет
История разворачивается в мире, где люди со сверхъестественными способностями, известные как рыцари-маги или блейзеры, могут преобразовывать свою душу в магические устройства и оружие. Икки Куроганэ — студент учреждения, где рыцарскому мастерству обучаются сотни юных магов. И все бы ничего, да только Икки окрестили «Рыцарем-неудачником» из-за того, что он самый слабый. Однако вовсе не от недостатка способностей Икки был вынужден остаться на второй год. Что, казалось, понимает только новый директор Академии Хагун, с приходом которого появилось новое необычное правило, гласящее, что блейзерам, чьи способности находятся на одном уровне, полагается жить в одной комнате. Таким образом соседкой Икки становится Стелла Вермиллион — иностранная принцесса, красавица и гениальный рыцарь-маг, появляющийся, согласно слухам, раз в десять лет. Эта встреча меняет жизнь Икки, теперь он стремится стать настоящим блейзером, достигнув победы на «Турнире Семи Звёзд» — ежегодном спортивном мероприятии, проводящемся среди семи магических академий Японии для определения сильнейшего ученика-рыцаря.

## Персонажи
- Икки Куроганэ (яп. 黒鉄 一輝 Куроганэ Икки) — главный герой истории. Молодой парень среднего роста с тёмно-каштановыми волосами и карими глазами. Имеет достаточно спортивное телосложение, результат его многочисленных тренировок. Несмотря на то, что родом из клана уважаемых магов-рыцарей, Икки считается худшим и самым слабым блейзером ранга F академии Хагун. Однако, директор академии утверждает, что система выдачи рангов, которая используется в академии, не подходит для оценки сил Икки. Его Устройство — катана Интэнцу. В бою он полагается на изучение навыков и тактики своих оппонентов (техника «Blade Steal»). Благородное Искусство — «Itto Shura» (яп. 一刀 修羅 Итто Сюра), позволяющее ему повышать навыки и способности сверх ограничений человеческого тела. Из-за низких магических способностей был изгоем в семье Куроганэ и подвергался жестокому обращению. Из-за влияния его семьи на академию остаться на второй год; однако, когда школьная администрация изменилась, наряду с академическими стандартами, Икки смог более полноценно участвовать, при условии, что он не сможет окончить университет, если он потерпит неудачу на «Турнире Семи Звезд» или даже не сможет пройти квалификацию. По характеру — добродушный, заботливый парень, самоотверженно помогает другим, особенно тем, кто борется самостоятельно, чтобы стать лучше. Парень достаточно спокоен даже в самых тяжёлых ситуациях. Но при определенных обстоятельствах может быть очень жестоким. Когда дело доходит до девушек его возраста и всей академии в целом, Икки становится неуклюжим, потому что не имеет опыта общения с ними. Особенно это проявляется в его отношениях со Стеллой. В дальнейшем начинает встречаться со Стеллой, а в конце аниме (3-го тома ранобэ) предлагает Стелле стать его семьей, то есть, его женой. Становится главным в группе рыцарей-учеников, отобранных, чтобы представлять академию на «Турнире Семи Звёзд».

Сэйю: Рёта Осака; Юкиё Фудзи (в детстве).
- Стелла Вермиллион (яп. ステラ・ヴァーミリオン Сутэра Ва:мирион) — главная героиня истории. Вторая принцесса Королевства Вермиллион (маленькая европейская страна). Молодая красивая девушка среднего роста с багровыми глазами и длинными волосами малинового цвета, связанными в хвостики. Выдающийся блейзер ранга А академии Хагун, по прозвищу «Багровая Принцесса». Её Устройство — Лаэватейнн, а Благородные Искусства: «Katharterio Salamandra» (яп. 天壌焼き焦がす竜王の焔 カルサリティオ・サラマンドラ). В детстве Стелла не могла контролировать свои силы и сильно ранила себя каждый раз, когда пыталась их использовать. Благодаря усилиям она в конечном итоге в совершенстве овладела собственной силой и считается одарённой у окружающих. Сама же Стелла не любит, когда её называют вундеркиндом или гением, у неё презрение к тем, кто рассматривает её природные способности, как единственный источник её силы. Не желая становиться тщеславной, Стелла решает переехать в Японию. В начале истории она бросает вызов Икки на поединок, по итогу которого проигравший должен повиноваться победителю, но проигрывает. Стелла соглашается быть соседом по комнате с Икки и считает, из благородства относиться к нему как к хозяину. Поначалу Стелла кажется смелой, самовлюбленной и быстро выходящей из себя девушкой. Так при первой встрече во время спора с Икки её самоуверенность достигает таких габаритов, что она требует у парня сделать харакири из-за того, что тот случайно увидел девушку голой. Но, тем не менее, в дальнейшем она искренне заботится о друзьях и даже готова признать свои ошибки, чтобы помириться с ними. Несмотря на это, у Стеллы бывают частые приступы ревности, особенно когда дело доходит до Икки. Признается в любви Икки, и они начинают встречаться. В конце аниме (3-го тома ранобэ) отвечает согласием на предложение Икки. Вместе с Икки и еще 4 учениками едет представлять Хагун на «Турнире Семи Звёзд».

Сэйю: Сидзука Исигами.
- Сидзуку Куроганэ (яп. 黒鉄 珠雫 Куроганэ Сидзуку) — младшая сестра Икки, студентка первого года обучения в академии Хагун. Миниатюрная молодая девушка, очень мала ростом даже для её возраста. В отличие от брата имеет короткие серебристые волосы и нефритового цвета глаза. Блейзер ранга B, превосходна в магическом контроле воды. Прозвище «Лореляй-Ведьма глубокого океана» (яп. 深海の魔女 ローレライ, Ро:рэрай). Её Устройство - Ёисигурэ, Благородные Искусства: «Shoha Suiren» (яп. 障 波 水蓮 Сё:ха Суйрэн), «Water Prison Orb» (яп. 水牢 弾 Суйро:дан), «Hisuijin» (яп. 緋水刃) и «Aoiro Rinna» (яп. 青色輪廻). В детстве Сидзуку была милой и наивной девочкой, сильно привязанной к своему брату. Но после того, как Икки пришлось покинуть дом, её характер в сильно изменился. Она стала ненавидеть людей, а в особенности свою семью, из-за которой Икки пришлось уехать. Просто одержима старшим братом. Решила, что будет всегда на стороне Икки и будет любить его, даже если весь мир обернется против него. Сначала она не одобряла отношения Икки со Стеллой, но, в конце концов, приняла её и решила взять на себя обязательство научить Стеллу о тому, как быть невестой семьи Куроганэ, хотя она все же составляла свои собственные правила. Первоначально она была претендентом на роль представителя Академии Хагун на «Турнире Семи Звёзд», но была исключена во время отборочных матчей.

Сэйю: Нао Тояма.
- Наги Арисуин (яп. 有栖院凪 Арисуин Наги) —  студентка первого года обучения в академии Хагун, хорошая подруга и соседка Сидзуку по комнате. Является трансгендерной женщиной. Имеет довольно женственные черты лица. Блейзер ранга D. Прозвище Чёрная Соня. Её Устройство — кинжал, называемый Тёмный Отшельник, позволяющий ей использовать тени для создания порталов. Благодаря этому, она с легкостью может путешествовать из одного места в другое. Благородные Искусства: «Shadow Bind» (яп. 影縫い), «Shadow Walk» (яп. 日 陰道) и «Shadow Spot». Вежлива и учтива, порой ведет себя загадочно и иногда дразнит других. Крайне избирательна в выборе друзей. Периодически любит давать Икки советы. Несмотря на то, что её биологический пол — мужской, она считает, что родилась не с тем телом, поэтому для неё нормально, например, зайти в женский душ, когда там моется Сидзуку. Осведомлена о макияже и моде. Также известно, что в прошлом, будучи сиротой, она была принята Валленштейном в террористическую группировку «Восстание».

Сэйю: Синтаро Асанума.
- Сидзуя Кирихара (яп. 桐原静矢 Кирихара Сидзуя) — студент второго курса. Блейзер ранга C по прозвищу «Охотник». Устройство — лук Обороцуки. Благородные Искусства: «Area Invisibility» (яп. 狩人の森) и «Million Rainy» (яп. 驟雨烈光閃). Высокомерный блейзер, который издевался над Икки в течение его первого года обучения в академии Хагун. Был побежден Икки.

Сэйю: Ёсицугу Мацуока.
- Аясэ Аяцудзи (яп. 綾辻絢瀬 Аяцудзи Аясэ) — студентка третьего года академии Хагун и дочь знаменитого фехтовальщика Кайто Аяцудзи. Аясе попросила Икки помочь ей с тренировками, чтобы улучшить навыки фехтования. За два года до основной истории её отец сражался с Кураудо Курасики и в результате потерял свое додзё и впал в кому. После этого Аясэ постоянно бросает вызовы Курасики в безрезультатных попытках вернуть додзё обратно. Девушка надеется попасть на «Турнир Семи Звёзд», чтобы получить шанс вернуть додзё.

Сэйю: Ю Кобаяси.
- Каната Тотокубара (яп. 貴徳原カナタ Тотокубара Каната) — студентка третьего курса и казначей студсовета академии Хагун. У неё длинные светлые волосы, и она носит длинное белое платье. Считается, что она является вторым по силе блейзером академии Хагун. Рыцарь ранга B по прозвищу «Багряная госпожа». Способна превратить свою рапиру в бриллианты, которыми она может управлять. Очень спокойная и зрелая девушка, хотя иногда может внезапно начать говорить на опасные темы. Подруга детства Токи и Утакаты.

Сэйю: Ёко Хикаса.
- Утаката Мисоги (яп. 御祓泡沫 Мисоги Утаката) — вице-президент студсовета академии Хагун. Маленький беловолосый мальчик. Рыцарь ранга D по прозвищу «50-50». Благородное Искусство — «Чёрный ящик», позволяющее ему изменять результаты событий по вероятности. В детстве он страдал от приступов неуправляемого насилия по отношению к окружающим, но Тока помогла вернуть ему человечность. Друг детства Токи и Канаты.

Сэйю: Мэгуми Хан.
- Тока Тодо (яп. 東堂刀華 То:до: То:ка) — студентка третьего курса, президент студенческого совета академии Хагун. У неё длинные светло-коричневые волосы. Носит очки. Является сильнейшим блейзером ранга B академии Хагун и одним из 4 сильнейших студентов-рыцарей в Японии по прозвищу Райкири. Способна управлять молнией[2]. Её устройство — катана Наруками. Благородные Искусства: «Raikiri» (яп. 雷切 Райкири), «Reverse Sight» (яп. 閃理眼), «Shippu Jinrai» (яп. 疾風迅雷 Сиппудзинрай), Takemikazuchi. Очень добрая и милая девушка, которая много заботится о других. Её воспитывали в приюте, т.к. её родители умерли от болезни.

Сэйю: Хисако Канэмото.
- Кураудо Курасики (яп. 倉敷蔵人 Курасики Кураудо) — ученик третьего года обучения академии Тонро. Рыцарь-ас ранга C по прозвищу «Пожиратель Мечей» (яп. ソードイーター Со:до И:та:). Одержал победу над многими фехтовальщиками. Участвовал в предыдущем «Турнире Семи Звёзд» от академии Тонро, где занял место в Топ-8. Когда Икки побеждает его, он возвращает додзё семье Аясэ.

Сэйю: Ёсимаса Хосоя.
- Юта Моробоси (яп. 諸星 雄大 Моробоси Юта) — белокурый парень с чёрным ободком для волос. Студент третьего курса, который был Королём предыдущего «Турнира Семи Звёзд»[2].

Сэйю: Мао Итимити.
- Куроно Сингудзи (яп. 新宮寺黒乃 Сингудзи Куроно) — нынешний директор академии Хагун. Спокойна и вместе с этим игрива, что можно заметить, когда она ухмыляясь наблюдает сцену первой стычки между Икки и Стеллой. Ранее была третьим по рангу магом-рыцарем в мире по прозвищу «Мировые часы».

Сэйю: Марико Хигасиути.
- Юри Орики (яп. 折木有里 Орики Юри) — классный руководитель Икки и Стеллы, благодаря которой Икки смог поступить в Хагун. Просит своих учеников называть её «Юри-тян». Страдает от неизвестной болезни, которая каждый день вызывает у неё кровавую рвоту.

Сэйю: Идзуми Китта.
- Нэнэ Сайкё (яп. 西京寧音 Сайкё Нэнэ) — учительница в академии Хагун. Очень игрива по отношению к Икки. Является четвёртым по рангу блейзером в мире.

Сэйю: Юка Игути.
- Кайто Аяцудзи (яп. 綾辻海斗 Аяцудзи Кайто) — отец Аясэ. Известный фехтовальшик, который в данный момент госпитализирован. Кайто против насилия, полагая, что этим ничего не решить, если конечно это не борьба для защиты своих родных. Несмотря на это, он наслаждается хорошим боем.

Сэйю: Ацуси Оно.
- Ицки Куроганэ (яп. 黒鉄巌 Куроганэ Ицуки) — отец Икки и Сидзуку[2], нынешний глава семьи Куроганэ. Является текущим директором японского филиала международной ассоциации магов-рыцарей.

Сэйю: Сё Хаями.
- Рёма Куроганэ (яп. 黒鉄龍馬 Куроганэ Рёма) — широко известен по прозвищу «Самурай Рёма». Легендарный блейзер и прадед Икки. Единственный человек, помимо Сидзуко, относившийся к Икки хорошо в семье Куроганэ. Был наставником Икки. Наказывал ему никогда не сдаваться и стать сильным, продолжая упорно работать над своими навыками.

Сэйю: Кинрю Аримото.
- Ома Куроганэ (яп. 黒鉄王馬 Куроганэ О:ма) — старший брат Икки и Сидзуку. Член «Акацуки». Рыцарь ранга A[2]. Прозвище «Меч ветра» (яп. 風の剣帝 Кадзэ но кэнтэй).
- Эдельвейс (яп. エーデルワイス Э:дэрувайсу) — блейзер высшего ранга в мире. Преступница, которую из-за её огромной силы было приказано схватить[2].

## Медиа

### Ранобэ
Получив награду за своё предыдущее ранобэ Danzai no Exceed, Рику Мисора решил написать новеллу, связанную с спортом, в духе Mugen no Linkage Акамицу Авамуры. Ранобэ начало выходить под импринтом GA Bunko издательства SB Creative с 16 июля 2013 года и насчитывает 18 томов на данный момент. В декабре 2021 года Мисора заявил, что последний том новеллы планировалось выпустить до конца 2022 года. В итоге ранобэ завершилось на девятнадцатом томе, выпущенном 15 декабря 2023 года. Издательство Sol Press приобрело лицензию на ранобэ и выпустило первые три тома на английском языке 16 ноября 2019 года. Всего издательство выпустило пять томов, прежде чем закрыться. 17 ноября 2023 года издательство J-Novel Club объявило на Anime NYC 2023, приобретении лицензии на перевыпуск первых и выпуск следующих томов ранобэ на английском языке.

#### Список томов ранобэ
| №  | На японском          | На японском            | На английском                                       | На английском               |
| №  | Дата публикации      | ISBN                   | Дата публикации                                     | ISBN                        |
| -- | -------------------- | ---------------------- | --------------------------------------------------- | --------------------------- |
| 1  | 13 июля 2013 года    | ISBN 978-4-7973-7468-1 | 16 ноября 2019 года (SP) 28 февраля 2024 года (JNC) | ISBN 978-1-948838-20-7 (SP) |
| 2  | 15 октября 2013 года | ISBN 978-4-7973-7548-0 | 16 ноября 2019 года (SP)                            | ISBN 978-1-948838-22-1 (SP) |
| 3  | 15 января 2014 года  | ISBN 978-4-7973-7641-8 | 16 ноября 2019 года (SP)                            | ISBN 978-1-948838-24-5 (SP) |
| 4  | 15 апреля 2014 года  | ISBN 978-4-7973-7720-0 | 6 июля 2020 года (SP)                               | ISBN 978-1-948838-32-0 (SP) |
| 5  | 12 апреля 2014 года  | ISBN 978-4-7973-7754-5 | 28 декабря 2020 года (SP)                           | ISBN 978-1-948838-34-4 (SP) |
| 6  | 15 декабря 2014 года | ISBN 978-4-7973-8031-6 | —                                                   |                             |
| 0  | 14 мая 2015 года     | ISBN 978-4-7973-8290-7 | —                                                   |                             |
| 7  | 15 мая 2015 года     | ISBN 978-4-7973-8352-2 | —                                                   |                             |
| 8  | 15 октября 2015 года | ISBN 978-4-7973-8470-3 | —                                                   |                             |
| 9  | 15 декабря 2015 года | ISBN 978-4-7973-8514-4 | —                                                   |                             |
| 10 | 15 апреля 2016 года  | ISBN 978-4-7973-8731-5 | —                                                   |                             |
| 11 | 14 января 2017 года  | ISBN 978-4-7973-8943-2 | —                                                   |                             |
| 12 | 15 апреля 2017 года  | ISBN 978-4-7973-9198-5 | —                                                   |                             |
| 13 | 13 октября 2017 года | ISBN 978-4-7973-9317-0 | —                                                   |                             |
| 14 | 12 апреля 2017 года  | ISBN 978-4-7973-9586-0 | —                                                   |                             |
| 15 | 15 октября 2018 года | ISBN 978-4-7973-9901-1 | —                                                   |                             |
| 16 | 15 апреля 2019 года  | ISBN 978-4-8156-0244-4 | —                                                   |                             |
| 17 | 14 ноября 2019 года  | ISBN 978-4-8156-0382-3 | —                                                   |                             |
| 18 | 12 июня 2020 года    | ISBN 978-4-8156-0643-5 | —                                                   |                             |
| 19 | 15 декабря 2023 года | ISBN 978-4-8156-2166-7 | —                                                   |                             |

### Манга
Ранобэ позже было адаптировано в мангу, иллюстрированную Мэгуми Сорамити. Манга выходила в журнале Monthly Shonen Gangan с 2014 по 2017 год и насчитывает 11 томов. 13 декабря 2014 года был опубликована антология, иллюстрированная различными художниками.

#### Список томов манги
| №  | Дата публикации      | ISBN                   |
| -- | -------------------- | ---------------------- |
| 1  | 13 декабря 2014 года | ISBN 978-4-7575-4493-2 |
| 2  | март 2015            | ISBN 978-4-7575-4605-9 |
| 3  | 14 мая 2015 года     | ISBN 978-4-7575-4637-0 |
| 4  | 14 октября 2015 года | ISBN 978-4-7575-4755-1 |
| 5  | 12 декабря 2015 года | ISBN 978-4-7575-4824-4 |
| 6  | 14 апреля 2016 года  | ISBN 978-4-7575-4944-9 |
| 7  | 14 октября 2016 года | ISBN 978-4-7575-5091-9 |
| 8  | 12 января 2017 года  | ISBN 978-4-7575-5216-6 |
| 9  | 14 июня 2017 года    | ISBN 978-4-7575-5340-8 |
| 10 | 12 октября 2017 года | ISBN 978-4-7575-5496-2 |
| 11 | 13 апреля 2018 года  | ISBN 978-4-7575-5651-5 |

### Аниме
Аниме-адаптация ранобэ была анонсирована в марте 2015 года. 12-серийный аниме-сериал производства студий Silver Link и Nexus транслировался на AT-X с 3 по 19 декабря 2015 года. Позже сериал был выпущен Media Factory в 6 томах BD/DVD. Компания Sentai Filmworks лицензировала аниме в сентябре 2015 года для трансляции Северной Америке, а также для выпуска на цифровых носителях и для домашнего просмотра. Сериал транслировался на Hulu и Crunchyroll, а на BD/DVD аниме вышло 13 июня 2017 года.
После того, как в 2021 году Crunchyroll была приобретена Sony Pictures Television, материнской компанией Funimation, сериал Chivalry of a Failed Knight был исключён из цифрового сервиса 31 марта 2022 года.
Открывающие темы
- «Identity».

Исполняет: Микио Сакай.
Закрывающие темы
- «Haramitsu Renge» (яп. 波羅蜜恋華 Харимацу рэнгэ).

Исполняет: ALI PROJECT.

#### Список серий аниме
| No. | Название | Дата выхода          |
| --- | --- | -------------------- |
| 1   | The Worst One I/Первый из худших I «Ракудай киси Ван» (落第騎士 I)                                                        | 3 октября 2015 года  |
| 2   | The Worst One II/Первый из худших II «Ракудай киси цу:» (落第騎士 II)                                                     | 10 октября 2015 года |
| 3   | The Worst One III/Первый из худших III «Ракудай киси сури:» (落第騎士 III)                                                | 17 октября 2015 года |
| 4   | The Worst One IV/Первый из худших IV «Ракудай киси фо:» (落第騎士 IV)                                                     | 24 октября 2015 года |
| 5   | The Experience of the Princess/Опыт принцессы «Ко:дзё но тайкэн» (皇女の体験)                                             | 31 октября 2015 года |
| 6   | Sword Eater I/Пожиратель мечей I «Кэнси короси ван» (剣士殺し I)                                                          | 7 ноября 2015 года   |
| 7   | Sword Eater II/Пожиратель мечей II «Кэнси короси цу:» (剣士殺し II)                                                       | 14 ноября 2015 года  |
| 8   | Sword Eater III/Пожиратель мечей III «Кэнси короси сури:» (剣士殺し III)                                                  | 21 ноября 2015 года  |
| 9   | Princess Vacation/Каникулы принцессы «Ко:дзё но кю:дзицу» (皇女の休日)                                                    | 28 ноября 2015 года  |
| 10  | Witch of the Deep Ocean vs Raikiri/Ведьма Глубокого океана против Райкири «Синкай но мадзё VS Райкири» (深海の魔女VS雷切) | 5 декабря 2015 года  |
| 11  | Another One: Uncrowned Sword King I/Некоронованный Король меча I «Мукан но кэнси ван» (無冠の剣士 I)                      | 12 декабря 2015 года |
| 12  | Another One: Uncrowned Sword King II/Некоронованный Король меча II «Мукан но кэнси цу:» (無冠の剣士 II)                   | 19 декабря 2015 года |

## Восприятие
Ранобэ было хорошо принято, согласно японскому сайту новостей лайт-новелл LN News, в феврале 2017 года было продано 1,2 миллиона экземпляров. Oricon присудил ранобэ 29 и 17 место наиболее продаваемых серий лайт-новелл в ноябре 2015 года и мае 2016 года, соответственно. Кроме того, аниме адаптация ранобэ также появлялась в чартах самых продаваемых аниме.
Шесть редакторов с сайта Anime News Network сделали рецензии на первый эпизод аниме адаптации: Линзи Ловеридж сравнила сериал с The Asterisk War и, хотя персонажи в Chivalry показались ей более приятными, рецензент раскритиковала смешение компьютерной и рисованной графики и превращение Стеллы в "слугу" Икки; Ник Кример назвал серию "концентрированной капсулой из надоевших клише"; Хоуп Чэпмен назвала сюжет эпизода "душераздирающе убогим" и посчитала, что The Asterisk War гораздо приятнее; Ребекка Сильверман заметила, что сюжет первого эпизода уже был проработан в The Asterisk War и Lance N' Masques, и хотя она похвалила Стеллу за неплохое начало развития характера, тем не менее редактор указала, что это развитие теряется на фоне "цундэрэ заскоков" персонажа; Зак Берчи написал, что аниме - "полная трата времени [зрителя], но свою цель оно выполняет, пусть и ненамеренно". Терон Мартин, согласился с тем, что "шаблонный и типичный" - это, в целом, хорошо описывает данный сериал, но при этом редактор высоко оценил мотивацию Стеллы. Мартин заключил, что, хотя у сериала есть потенциал, ему необходимо продемонстрировать "более свежие подходы", чтобы выделиться на фоне других подобных сюжетов. Ребекка Сильверман высказалась также и по поводу последующих эпизодов аниме-сериала; она назвала финальный эпизод "триумфальным с точки зрения борьбы Икки с собственной неуверенностью, за его место в школе и за отношения со Стеллой", редактор позже добавила, что она "вполне довольна концовкой сериала и [она] не обидится, если где-то на пути появится ещё один сезон".

### Комментарии
1. 1 2  Всего было выпущено двадцать томов ранобэ, включая нулевой том.
2. ↑  Послесловие к 1-му тому ранобэ